# وزارة المالية (الدنمارك)
وزارة المالية الدنماركية (بالدنماركية: Finansministeriet)‏ هي وزارة ضم الحكومة الدنماركيَّة. وهي مسؤولة عن ميزانية الحكومة (تخضع لموافقة البرلمان الدنماركي، فولكتنغ)، ودفع رواتب موظفي الحكومة وتحسين الكفاءة في الإدارة الحكومية.
وزير المالية الحالي للدنمارك هو نيكولاي فامن.

## الوكالات والإدارات
- وكالة الإدارة الحكومية
- وكالة خدمات تكنولوجيا المعلومات الحكومية
- وكالة المالية العامة والإدارة
- وكالة الموظفين والكفاءة الدنماركية
- معهد البحوث الدنماركي للتحليل الاقتصادي والنمذجة[3]